# O Pátio das Donzelas
O Pátio das Donzelas foi uma telenovela brasileira exibida pela TV Cultura em fevereiro de 1982, às 19h30. Escrita por Rubens Ewald Filho, era baseada no romance de Maria de Lourdes Teixeira, e foi dirigida por Edison Braga.

## Enredo
Cinco moças moram juntas numa velha mansão localizada no bairro paulistano de Higienópolis. Cinco destinos que se cruzam e se entrechocam.

## Elenco
- Nathália Timberg - Carolina
- Wanda Stefânia - Cinara
- Ester Góes - Diana
- Malu Rocha - Eucléia
- Aldine Müller - Celita
- John Herbert
- Paulo Castelli
- Suzy Camacho
- João Acaiabe
- Zécarlos Machado
- Jacques Lagoa
- Edson França
- Cláudio Zanon
- Fátima Filó
- Iara Marques
- José Coutinho
- Luiz Carlos Gomes